# Erwin Strittmatter
Erwin Strittmatter, né le 14 août 1912 à Spremberg et mort le 31 janvier 1994 à Schulzenhof (commune de Stechlin), est un écrivain allemand. Il est l'un des auteurs les plus célèbres de République démocratique allemande.

## Biographie
Erwin Strittmatter est issu d'une famille germano-sorabe. Fils d'un boulanger, il passe son enfance et sa jeunesse à Bohsdorf en Basse-Lusace. Après des études secondaires, qu'il interrompt par manque d'argent, il apprend le métier de boulanger. En 1932, il exerce cette profession, puis il est soigneur animalier, garçon de café, manœuvre. De 1938 à 1941, il travaille comme ouvrier qualifié à l'usine Zellwolle Schwarza (fabrication de viscose) à Rudolstadt. Incorporé dans la police, il sert dans un régiment de chasseurs alpins entre 1942 et 1944.
Après la guerre, Il trouve du travail comme boulanger, puis agriculteur dans le cadre de la réforme agraire, journaliste, éleveur de chevaux. À partir de 1951, il se consacre à l'écriture. Il participe à la mise en scène de sa pièce de théâtre Katzgraben aux côtés de Bertolt Brecht au Berliner Ensemble en 1953. Il écrit plus d'une trentaine de romans ou de récits pour adultes ou pour enfants.
Le roman Ole Bienkopp et la trilogie Der Laden sont les œuvres qui rencontrent le grand succès auprès du public. Les livres de Strittmatter ont été traduits dans plus de quarante langues, seul Ole Bienkopp a été traduit en français sous le titre Une tête pleine d'abeilles.
Erwin Strittmatter a occupé des fonctions officielles : premier secrétaire de l'Union des écrivains de la RDA de 1959 à 1961, membre de l'Académie des arts de la RDA de 1959 à 1991.
Il a reçu de nombreux prix et distinctions, notamment le Prix national de la RDA (plusieurs fois), l'Ordre de Karl-Marx (1974), l'Ordre du mérite patriotique (1982), le titre de « Héros du travail » (1987).

## Œuvres
- Ochsenkutscher, roman, Berlin, 1950
- Katzgraben. Szenen aus einem Bauernleben, Berlin, 1953
- Tinko, roman pour la jeunesse, Berlin, 1954
- Paul und die Dame Daniel. Eine Liebesgeschichte, Berlin, 1956
- Der Wundertäter, trilogie romanesque, Berlin, 1957, 1973, 1980
- Pony Pedro, roman pour enfants, Berlin, 1959
- Ole Bienkopp, roman, Berlin, 1963. Traduction française : Une tête pleine d'abeilles, par Claude Prévost, Les Éditeurs français réunis, 1966
- Ein Dienstag im Dezember, romans, Berlin, Weimar, 1969
- Die blaue Nachtigall oder Der Anfang von etwas, roman, Berlin, 1972
- Sulamith Mingedö, der Doktor und die Laus. Geschichten vom Schreiben, Berlin, 1977
- Meine Freundin Tina Babe. Drei Nachtigall-Geschichte, Berlin, Weimar, 1977
- Selbstermunterungen, Berlin, Weimar, 1981
- Der Laden, trilogie romanesque, Berlin, 1983, 1987, 1992
- Ponyweihnacht, roman pour enfants, Berlin, 1984
- Büdner und der Meisterfaun, roman, Köln, 1990